# Pa tê

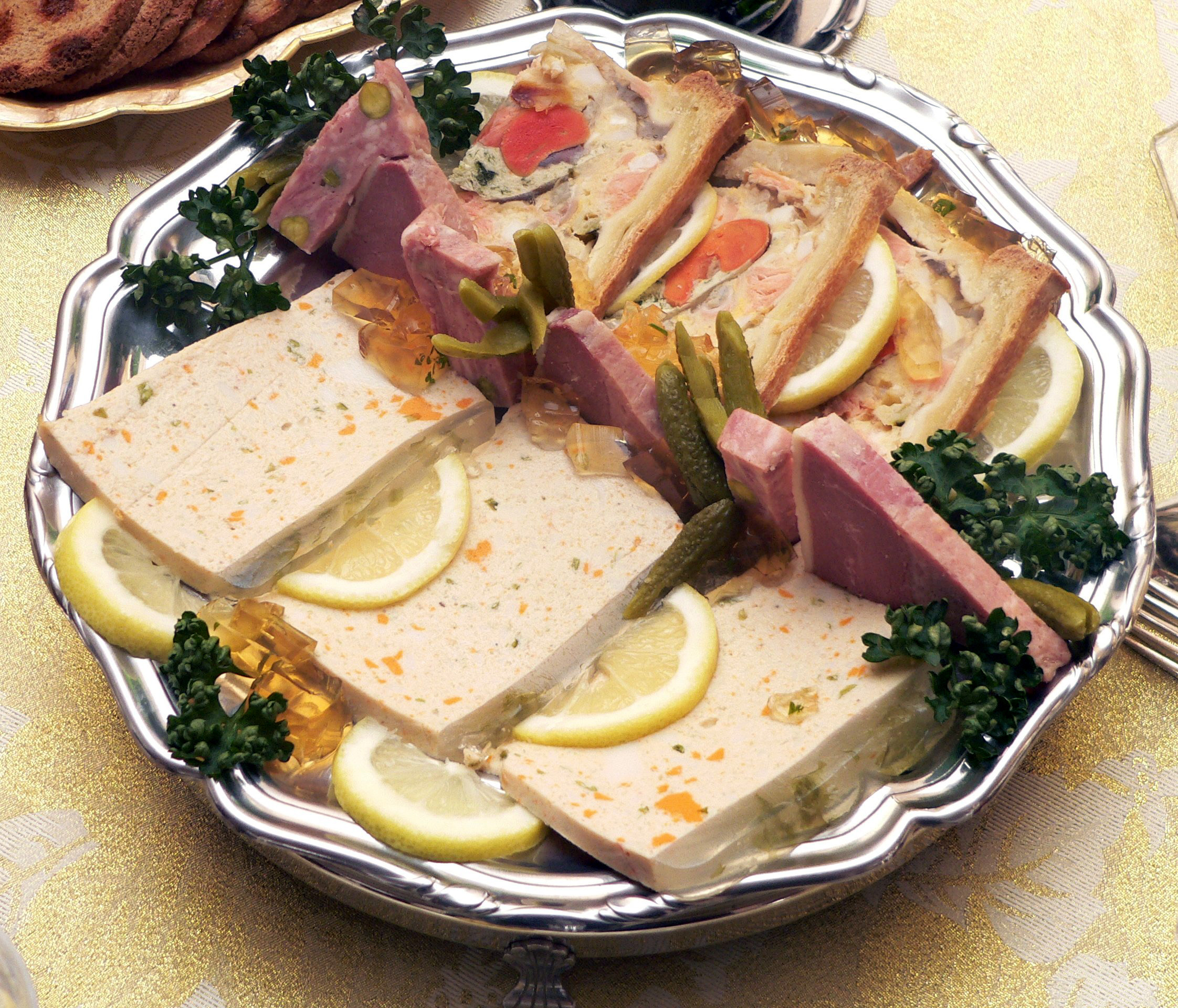
Món pa tê

Patê (bắt nguồn từ từ tiếng Pháp pâté còn gọi là batê) là một loại thực phẩm hay món ăn có dạng nhuyễn (xay thành bột) được chế biến từ thịt và gan của động vật cùng các gia vị khác. Thịt làm patê thường được sử dụng từ các loại thịt của nội tạng chắc, như là gan (phổ biến nhất) và bổ sung thêm mỡ, rau, gia vị, rượu vang và một số thành phần khác tùy khẩu vị. Từ "pâté" trong tiếng Pháp được dành riêng chỉ hỗn hợp của thịt xay nhuyễn và mỡ. Pa-tê thường dùng kẹp với bánh mì hoặc sandwich, là món rất dễ ăn và thuận tiện trong các bữa sáng cho những người đi làm hoặc đi du lịch. Ở Việt Nam, patê đã được chế biến theo phong cách Việt - dùng phần gan của động vật (thường là gan heo). Vì vậy, ở Việt Nam, đôi khi người ta gọi patê với cái tên gan xay. Người ta cũng sản xuất một số loại patê dành cho người ăn kiêng.

## Trên thế giới

### Truyền thống

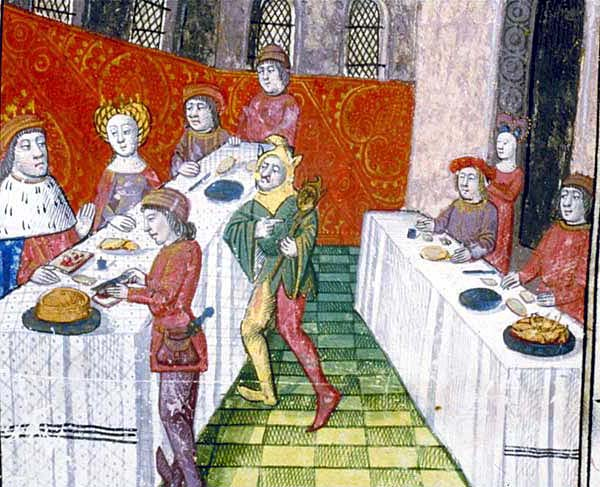
Một bữa ăn có món pate thời trung cổ

Ở Pháp và Bỉ, trong các món ăn của truyền thống Pháp và Bỉ, "pâté" thường được nấu và đặt trong vỏ bánh mỳ ở dạng bánh hay ổ patê, khi đó người ta gọi là "pâté en croûte", gọi là patê bánh mỳ. Theo cách khác, người ta còn nấu patê trong các liễn sành (terrine), hoặc loại dụng cụ đựng nào khác, ở dưới đáy có phủ lớp mỡ, lúc này người ta gọi là "pâté en terrine", là patê hộp. Theo cách nấu truyền thống, hỗn hợp pha thịt nhồi được nấu rồi đặt vào nồi sành khi phục vụ, nên người ta gọi luôn patê là "terrine", còn khi nào nhấc ra khỏi liễn sành, thì người ta gọi là pâté. Loại pâté lừng danh nhất có thể là món gan béo ("pâté de foie gras"), hay pâté gan ngỗng làm từ gan ngỗng trộn mỡ, một số người khác thì ưa thích món gan ngỗng nguyên chất ("foie gras entier") chỉ cần cắt lát mỏng và nấu, và món này trên thực tế đã đủ ngon mà không cần chế thành patê.

### Cải tiến
Tại Hà Lan, Đức, Áo, "pâté" gan thường được nấu thành một kiểu xúc xích, gọi là "leverworst" (theo tiếng Hà Lan) hoặc "Leberwurst" (cách gọi theo tiếng Đức). Ở Mỹ, loại thực phẩm này đôi lúc gọi là "liverwurst" (trộn lẫn tiếng Anh và Đức), hoặc là Braunschweiger. Một số thực phẩm loại này có vân ở vỏ khó lẫn vào đâu và được ăn nguyên hoặc cắt lát mỏng, loại liverwurst cắt lát ở Mỹ hay được dùng làm nhân kẹp của bánh sandwich. Những loại thực phẩm tương tự patê này ngày nay được nhập nhiều vào các nước Đông Âu, và cũng được sản xuất tại chỗ. Nhưng nổi tiếng nhất và thông dụng nhất vẫn phải nhắc tới pâté của Pháp và Bỉ.
Ở các nước vùng Bắc Âu, "leverpostej" là một dạng chế biến của "pâté en terrine" của Pháp-Bỉ, và làm từ gan lợn là chủ yếu. Theo khảo sát ý kiến của phần đông người dân Đan Mạch, họ thường ăn như dạng thức ăn lạnh, và phết lên trên mặt bánh mỳ. Ở Nga và Ukraina, món ăn này làm từ gan các loại và được gọi là "печеночный паштет" (phiên âm tiếng Anh: Pechonachniy pashtet), nhưng cũng có thể chế biến kèm từ các loại thịt khác. Tuy vậy, cách chế biến không giống các nước Tây Âu, gan được luộc trước và nấu thành hỗn hợp nhuyễn sau trộn bơ hoặc mỡ, kèm thêm với các loại gia vị, như cây thuốc, thảo mộc, hành phi. Loại patê này có thể được nấu còn kỹ hơn nữa, thành một loại bánh thực phẩm, nhưng không ăn kèm với các đồ ăn khác.

## Việt Nam
Món ăn patê được du nhập vào Việt Nam từ thời Pháp thuộc (năm 1858 đến 1954) cùng những món ăn khác như bánh mỳ, cà phê sữa, bơ, bánh ngọt, sữa trứng. Các món ăn này ngày nay đều trở nên rất phổ biến, đặc biệt là món bánh mỳ pa-tê được nhiều người dùng vào bữa bữa ăn sáng (bữa điểm tâm). Ngoài món bánh mỳ patê còn có khá nhiều món ăn khác được chế biến từ pa tê, như món gà nấu patê gan. Đây là món rất dễ ăn và thuận tiện trong các bữa sáng patê gan được các đầu bếp chúng ta chế biến mang hương vị, màu sắc rất Việt. Ở Việt Nam có hai cách chế biến pa tê theo là hấp và nướng (ít phổ biến). Patê hấp được chế biến bằng phương pháp hấp cách thủy, chưng, còn kiểu pa tê nướng được làm bằng cách dùng khuôn bằng kim loại, sử dụng thùng nướng nhôm làm nóng ở nhiệt độ 250 độ C rồi cho khuôn patê vào lò khoảng 20-25 phút, patê nướng cho thành phẩm ở dạng khô, chỉ tiện dùng để cắt lát dày và ăn không cả miếng kèm rượu chát (theo cách ăn châu Âu) và không trải mỏng lên bánh mì như patê hấp.